# 多布扎內
多布扎內是波蘭的城鎮，位於該國西北部，由西波美拉尼亞省負責管轄，面積5.34平方公里，2006年人口2,420。1606年1月，該鎮發生火災，燒毀22間房屋。

## 外部連結
- Jewish Community in Dobrzany（页面存档备份，存于） on Virtual Shtetl

53°21′N 15°26′E / 53.350°N 15.433°E